# Blaue Jungs – blonde Mädchen
Blaue Jungs – blonde Mädchen ist einer der deutschen Titel des US-amerikanischen Stummfilms A Girl in Every Port, den Howard Hawks 1928 für die Fox Film drehte. Der Film lief in Deutschland auch als In jedem Hafen eine Braut und in Österreich als Das verdammte Herz – Zwei lustige Matrosen.
Für Louise Brooks, die Darstellerin der Marie, war es der Film, der ihr zum Durchbruch auch in Europa verhelfen sollte: der Regisseur Georg Wilhelm Pabst engagierte sie kurze Zeit später als „Lulu“ für seine Wedekind-Verfilmung Die Büchse der Pandora und als Apothekerstochter Thymian für Tagebuch einer Verlorenen, beide 1929. Den männlichen Hauptdarsteller Victor McLaglen kannten die deutschen Kinogänger bereits als Helden aus Raoul Walshs Weltkriegsfilm What Price Glory? von 1926, der in Deutschland unter dem Titel Rivalen gezeigt wurde. Die Kameraführung hatten Rudolph J. Bergquist und L. William O’Connell. Die Filmbauten erstellte William S. Darling, für die Garderoben sorgte Sam Benson. Die Burlesque-Tänzerin Sally Rand war in einer Rolle als Exotin zu sehen.

## Handlung
Die „blauen Jungen“ heißen Spike und Salami und können sich zunächst nicht leiden. Denn der schlaksige Matrose Spike entdeckt bei Überprüfung seines wie ein Haushaltsbuch geführten Liebes-Kontos, dass all seine ehemaligen Bräute von dem Matrosen Bill übernommen worden sind, der den Spitznamen Salami trägt, eher klein und ruhig ist und jeder als Abschiedsgeschenk einen goldgefaßten Anker verehrt. Als sich die Kontrahenten in einer Hafenkaschemme in Panama kennenlernen, prügeln sie sich erst einmal heftig, aber nur, um dann die dicksten Freunde zu werden.
In Marseille verliebt sich Spike in Marie, die auf dem Jahrmarkt als „Mlle. Godivah“ auftritt, während Salami mit Zahnweh zu Hause sitzt. Als Spike sie ihm später vorstellt, erkennt er in ihr eine seiner Verflossenen, wagt es aber nicht, den Freund über den wahren Charakter der Dame aufzuklären. Die will sich erneut an ihn heranmachen, rückt ihm sogar auf die Bude, die Salami sich mit Spike teilt. Salami findet das gar nicht gut, nimmt Hut und Mantel und verlässt den Ort. Als aber Spike nach Hause kommt, findet er sie vor Bills ungemachtem Bett, und auf ihrem Arm eine Tätowierung mit Bills Zeichen, dem Anker. Er missversteht die Situation und begibt sich wutschnaubend auf die Suche nach dem Kumpel, den er antrifft, wie er gerade wieder in eine Schlägerei verwickelt ist. Aus der haut er ihn heraus, um ihn dann aber selber zusammenzuschlagen. Doch als Spike ihn so k.o. daliegen sieht, ergreifen ihn wieder Gefühle für ihn; Salami kann, wieder zu sich gekommen, die Sache aufklären und beide schwören sich künftig ewige Treue – ohne Frauen. Denn die sind es nicht wert.

## Hintergrund
Blaue Jungs – blonde Mädchen erlebte am 30. November 1928 in Berlin im Tauentzien-Palast seine deutsche Premiere. Die dortige Untermalungsmusik dirigierte Pasquale Perris. In anderen Kinos wurde er erst ab Dezember 1928 gezeigt, erst dann wurde er auch in Zeitungen rezensiert.
Bei der US-amerikanischen Premiere am 18. Februar 1928 im Roxy Theatre in New York spielte das Roxy-Symphonie-Orchester unter Leitung seines Dirigenten Ernö Rapée. Zur Aufführung bei der Bühnenschau vor dem Film kamen die Musikstücke „Il Guarany“, „Tableaux Americana“ und „Among My Souvenirs“. Der Violinkünstler Frederic Fradkin war mit „The Old Master“ zu hören.
Von der Fox-Film eingerückte Werbeanzeigen behaupteten, der Film habe mit Tageseinnahmen von 29.463 US-Dollar allein am 22. Februar einen neuen Hausrekord – und Weltrekord – eingespielt.
Auch in Frankreich traf der Film auf große Begeisterung; in Paris lief er in der Originalfassung und wurde immer wieder verlängert.

## Rezeption
Von C. R. wurde der Film unter der Überschrift „A Girl in Every Port im Roxy Theater.“ in der New Yorker Volkszeitung vom 22. Februar 1928 in deutscher Sprache rezensiert. 2013 schrieb Richard Brody im New Yorker, Hawks war ein „Meister seiner Zeit“, der seine Filme „langsam aufbaute und von einem Moment auf den anderen einen Sprung nach vorn machte“; das unstete Tempo der Filme balanciere die Handlung auf dem scharfen Grat zwischen Tragödie und Komödie.
In einer Kritik von Mordaunt Hall in der New York Times, die am 20. Februar 1928 erschien, wird auf die schauspielerische Leistung von Robert Armstrong eingegangen: „Die darstellerische Leistung von Robert Armstrong ist natürlich. Er gibt einen guten Eindruck von der Furchtlosigkeit der Figur.“
Das Lexikon des internationalen Films urteilte: „Eine filmhistorische Stummfilm-Kostbarkeit über die Rolle der Geschlechter und ein früher Vorläufer der ‚buddy-movies‘, der Filmfreundschaft zwischen zwei eigentlich unvereinbaren Männern.“